# 제시 모스
제시 모스(Jesse Moss, 1983년 5월 4일 ~ )는 캐나다의 배우이다.

## 출연 작품
- 아빠의 효녀 조이 (2018)
- 저주받은 아이 (2017)
- 링 바이 스프링 (2014)
- 유에프오 (2014)
- 쉬 메이드 뎀 두 잇 (2013)
- 바이킹덤-신과의 전쟁 (2013)
- 슈퍼스톰 (2012)
- 뮤턴트 둠스데이 (2011)
- 디어 미스터 게이시 (2010)
- 터커 & 데일 Vs 이블 (2010)
- 멀린 앤드 더 북 오브 비스트 (2009)
- 스펙타큘라! (2009)
- 와일드 체리 (2009)
- 윌리엄 컨스틀러 (2009)
- 안나와 알렉스: 두 자매 이야기 (2009)
- 프리 스타일 (2008)
- 안드로메다의 위기 (2008)
- 파티션 (2007)
- 데스티네이션 3: 파이널 데스티네이션 (2006)
- 미싱 인 아메리카 (2005)
- 도어 투 도어 (2002)
- 듀 이스트 (2002)
- 프로작 네이션 (2001)
- 라스트 서바이버 (2000)
- 진저 스냅 (2000)
- 온 더 로프 (1999)
- 빅스카이 마을의 악몽 (1998)
- 블랙 뷰티 (1995)
- 매직 기프트 오브 더 스노우맨 (1995)
- 베어 마운틴의 비밀 (1995)
- 분노의 질주 (1994)

### 텔레비전
- 제3의 눈 (1995)
- 데드 존 (2002, 2006, The Dead Zone)